# Divisiones étnicas del pueblo judío
Las divisiones étnicas del pueblo judío hacen referencia a las distintas etnias que pueden distinguirse dentro del pueblo judío. Como el judaísmo es a la vez una cultura y una religión, no todas las comunidades judías comparten idénticas costumbres culturales, religiosas, culinarias, lingüísticas, etc. Unas y otras se distinguen por pequeñas diferencias locales (vestido, comida, etc.) y en algunas pocas formas de interpretar algunos preceptos (por ejemplo, los rezos). También se aprecian las diferencias en el modo de vocalizar el hebreo. Hay más de 71 tipos étnicos identificados diferentes entre los judíos.

## Dentro del pueblo judío
Los principales grupos dentro del pueblo judío moderno son tres: los asquenazíes, cuya lengua típica es el yidis, los sefardíes, cuya lengua típica es el ladino, y en menor medida, los mizrajíes, cuya lengua es en muchas ocasiones el árabe. Estas lenguas se usan además del hebreo, que es la lengua principal para los rezos, la escritura y la lectura del pueblo judío.

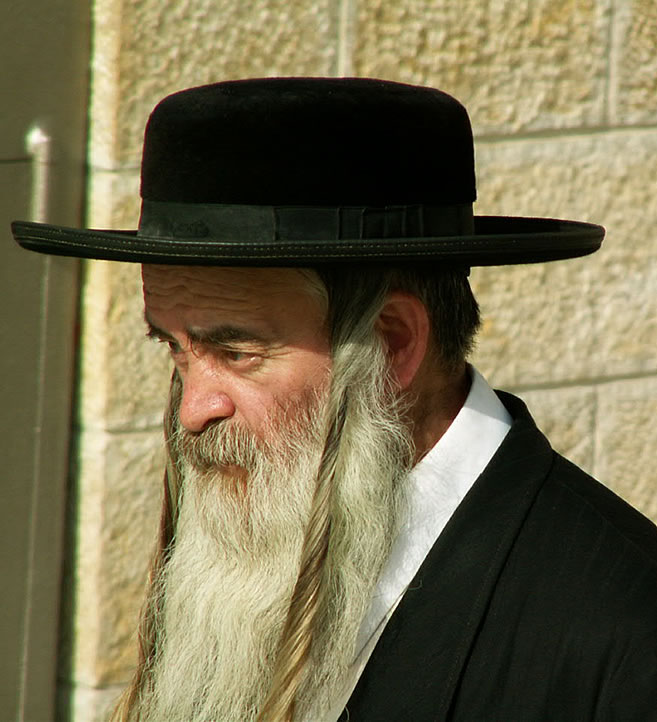
Judío ultraortodoxo asquenazí
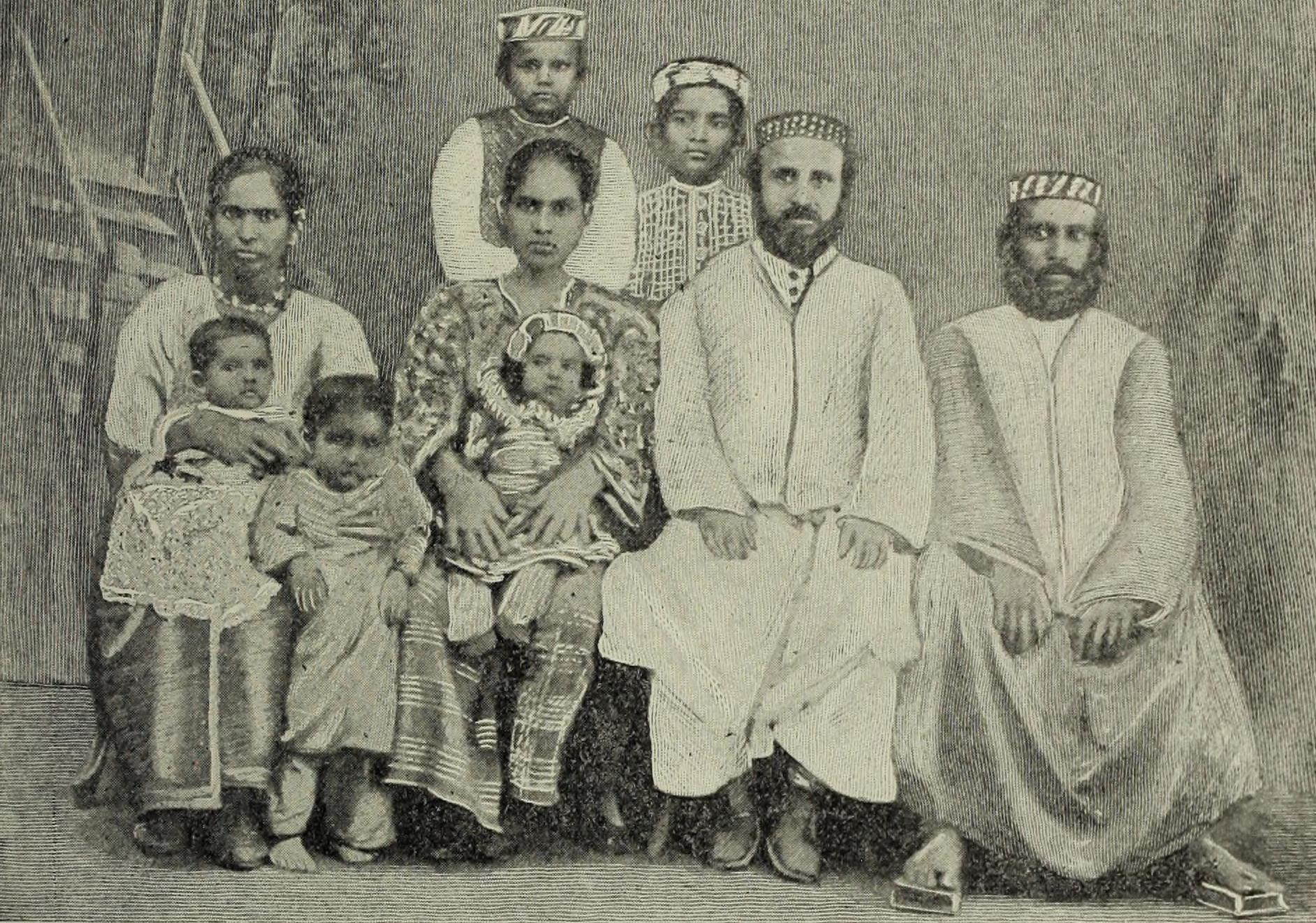
Familia judía de Cochín, India
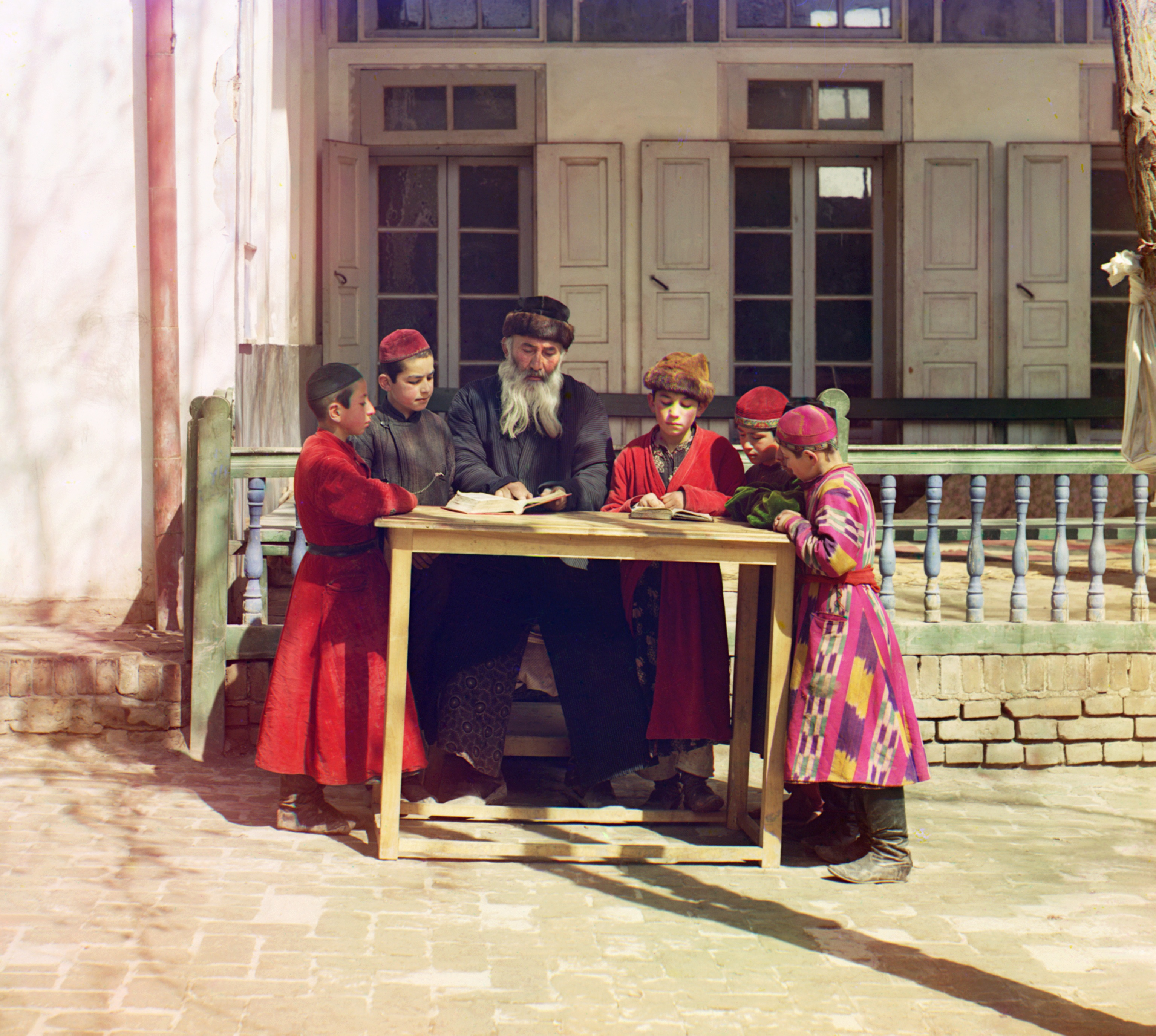
Maestro y escolares judíos de Samarcanda
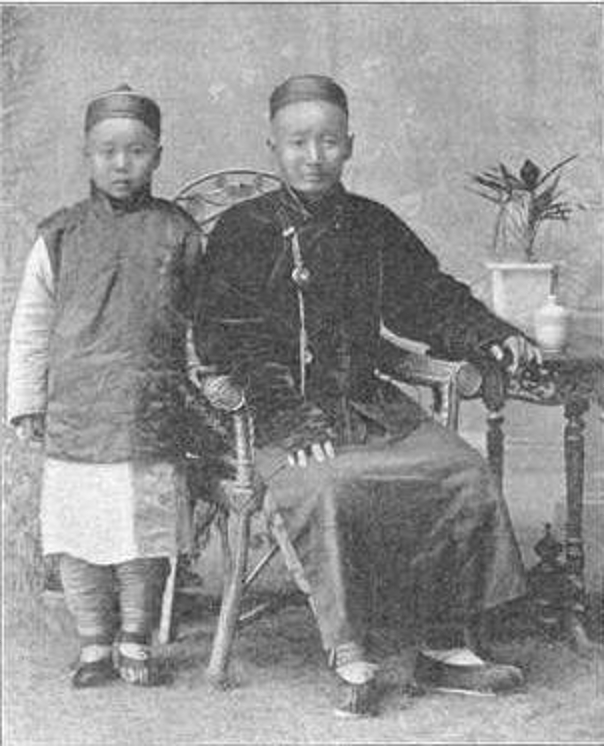
Judíos de China
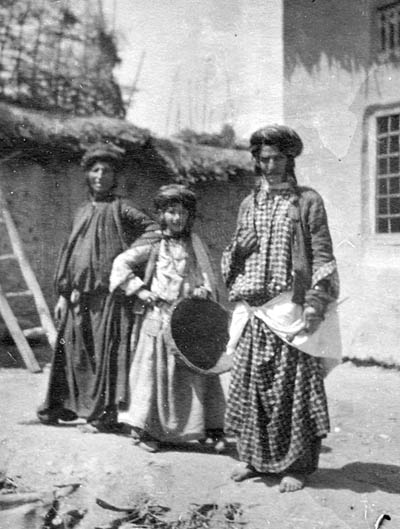
Jóvenes judeokurdas

### Asquenazíes

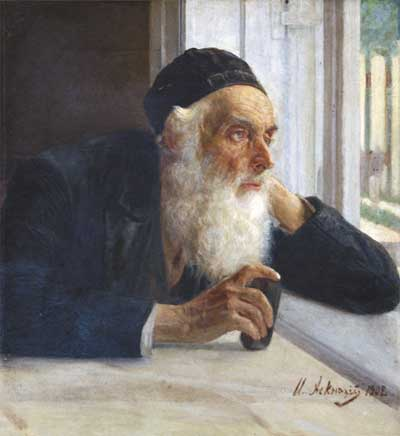
Isaac Asknaziy, Retrato de anciano asquenazí, 1902.

Ashkenaz es el nombre dado en el hebreo medieval a Alemania  y asquenazí («alemán») es el nombre que recibían originalmente los judíos de Alemania. Su idioma es el yidis, que es una lengua germánica con influencia hebrea y eslava. Habitaban principalmente en Alemania, Polonia, Ucrania y Rusia. No suelen ser asquenazíes los que tienen raíces en los siguientes países de Europa: la península ibérica y regiones de Italia, Grecia, Turquía y Balcanes.

### Sefardíes

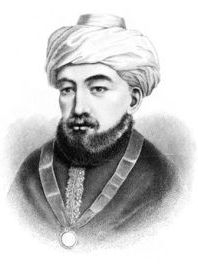
Judío sefaradí: Maimónides.

Sefarad es el nombre hebreo para lo que conocemos como España. Sefaradí quiere decir "español" en hebreo clásico y es la palabra para designar a los judíos de España y Portugal. Hicieron grandes contribuciones a la cultura hispana, pero fueron expulsados de la península por motivos religiosos en el año de 1492. A los descendientes de estos judíos se les siguió llamando sefardíes, sefaraditas o sefarditas, sin importar en qué parte del mundo hayan nacido. Su idioma es el judeoespañol, que fue, al principio, un dialecto del castellano, pero que evolucionó de forma diferente del castellano estándar.
Sin embargo, su expulsión a comienzos del siglo XVI motivó una emigración hacia los dominios españoles y portugueses, aunque también a las colonias neerlandesas y británicas (incluyendo los futuros Estados Unidos). La mayoría de ellos, principalmente en la América española y portuguesa, se convirtieron y fueron asimilados a la población local debido a la implantación posterior de la Inquisición en dichos territorios.
En 1924, el general Primo de Rivera concedió la ciudadanía española a los judíos sefardíes por "razones históricas", lo cual salvó muchas vidas durante la Segunda Guerra Mundial. Un caso muy claro fue el del diplomático Ángel Sanz-Briz (encargado de negocios de la embajada española en Budapest, Hungría), que salvó a miles de judíos del Holocausto en Hungría, diciendo que los judíos sefardíes eran ciudadanos españoles y, por tanto, tenían apoyo total de su gobierno, aunque para salvar vidas se hizo pasar a muchos no-sefardíes por sefardíes. Giorgio Perlasca continuó su labor durante la ausencia de Sanz-Briz (haciéndose pasar por cónsul, cuando en realidad no lo era). Ambos recibieron la Medalla de los Justos entre las Naciones y tienen su árbol junto al de Oskar Schindler en la Avenida de los Hombres Justos en Jerusalén.
Los sefardíes emigraron en el siglo XX sobre todo a Israel, Francia, Estados Unidos y Latinoamérica, destacándose Argentina; la mayoría provenían del Norte de África, Turquía y los Balcanes.
La ley 12/2015, de 24 de junio, en materia de concesión de la nacionalidad española a los sefardíes originarios de España, acordaba conceder la nacionalidad española a los descendientes de sefardíes que pudieran acreditar su origen, demostraran una vinculación especial con España y acreditaran conocimientos de la lengua y la cultura españolas. Ley 12/2015

### Mizrajíes oedot hamizraj
Mizraji o mizrajim es el nombre dado a las comunidades judías que inmigraron de los países del Oriente Medio, notablemente de Yemen, Irak, Persia o la Palestina histórica. Muchos los denominan erróneamente sefaradim dentro del mismo Israel, aunque nada tienen que ver con la península ibérica. Esta confusión deriva del hecho que el estilo sefardí de liturgia, sus leyes y costumbres tuvieron una influencia significativa en esas regiones después de la expulsión de España y Portugal. El término correcto para denominarlos en hebreo es Edot hamizraj (comunidades del Oriente). Toman su interpretación de los preceptos de las escuelas rabínicas de Babilonia. Son los judíos del mundo árabe.

## Grupos de menor número
Estos grupos son inferiores en número a los "alemanes" y "españoles" u "orientales", pero no por eso dejan de ser importantes para el pueblo de Israel.

### Judíos sirios
Los judíos sirios (en hebreo: יהודי סוריה) (en árabe: يهود سوريون) derivan su origen de dos grupos: los que habitaban la región de la actual Siria desde la Antigüedad y los sefardíes que huyeron a Siria después de la expulsión de los judíos de España en el año 1492. Hubo grandes comunidades en Alepo y Damasco durante siglos, y una pequeña comunidad en Qamishli, en la frontera con Turquía, cerca de Nusaybin. En la primera mitad del siglo XX, un gran porcentaje de judíos sirios emigró a los Estados Unidos, México, América Central, Argentina, Brasil e Israel. La mayoría de los judíos que quedaron emigraron en los veintiocho años siguientes a 1973, debido en parte a los esfuerzos de Judith Feld Carr, quien afirma haber ayudado a unos 3228 judíos a salir del país; la emigración fue autorizada oficialmente en 1992, con la condición de que se les daría permiso para emigrar siempre y cuando no fuese a Israel. La mayor comunidad judía siria se encuentra en Brooklyn, Nueva York, y se estima en unas 7000 personas. Hay comunidades más pequeñas en otros lugares de los Estados Unidos y en América Latina.

### Teimanim o yemenitas
Algunos consideran a los teimanim como parte de los judíos mizrajim u orientales, pues habitaban en el Yemen (que significa "sur remoto"). Son los únicos que conservan la tradición de leer la Torá en la sinagoga en hebreo y en la traducción al arameo. Yemen se localiza al sur de la península arábiga y es cuna de los teimanim, y en hebreo Yemen se llama Temán. Cuando Saladino era sultán, los judíos del Yemen empezaron a tener una religión que sincretizaba el judaísmo y el islam. Esta situación preocupó a Jacob ben Nathanael al-Fayyumi, quien escribió a Rabbi Moshé ben Maimón, conocido como Maimónides. El gran Maimónides le respondió en una epístola intitulada Iggeret Teman (La epístola a Yemen), que causó gran impacto en la judería yemenita y frenó todo este movimiento religioso novedoso.

### Beta Israel

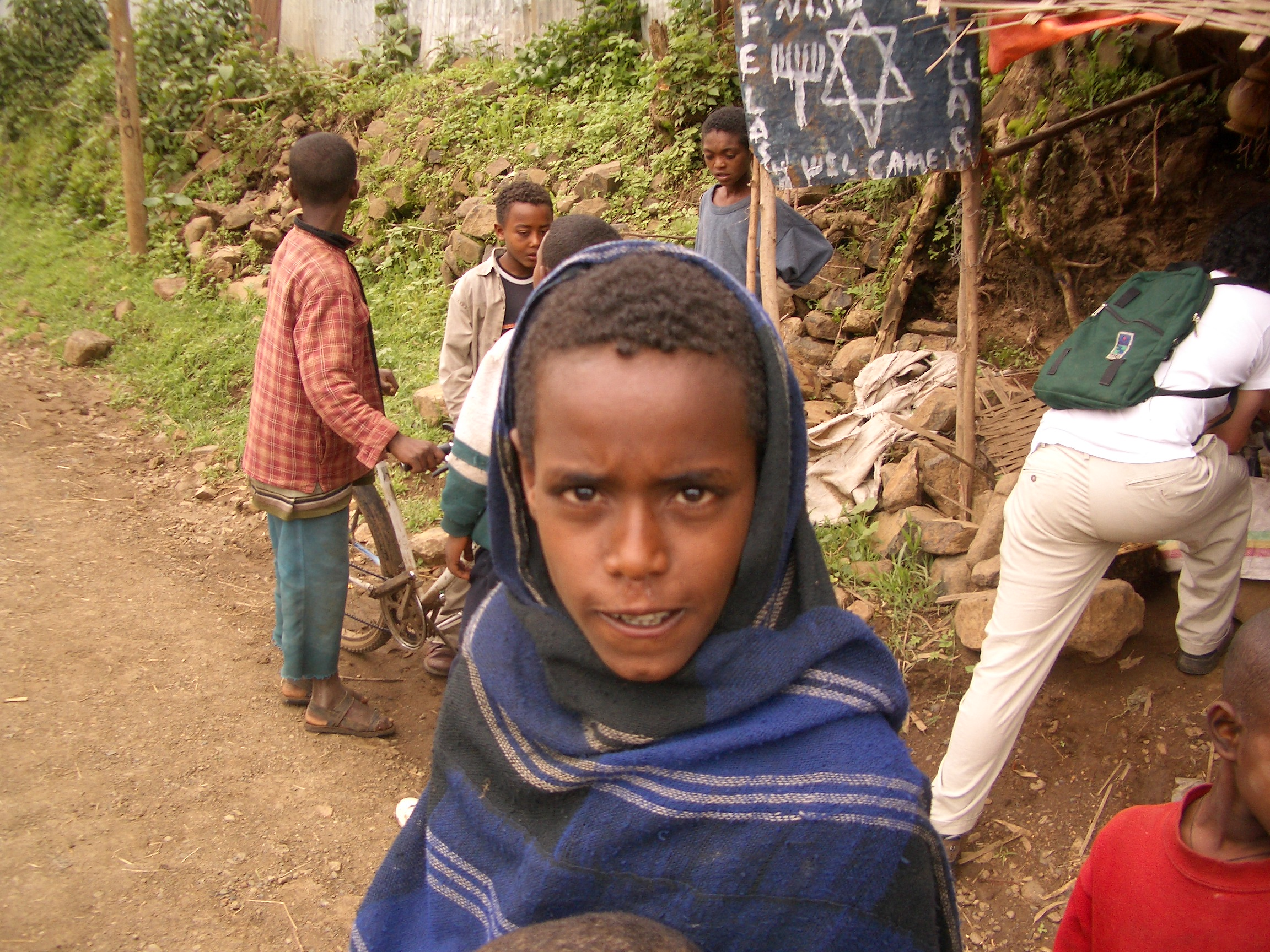
Infante falasha.

Beta Israel (Casa de Israel), incorrectamente llamados falashas, son judíos de Etiopía. Físicamente se parecen a los etíopes y hablan el idioma amárico. Su origen no es muy claro, se remonta a épocas antiquísimas y no hay registros exactos, más bien leyendas y especulaciones. Algunas teorías sobre su origen son:
- Podrían ser hijos de Menelik, supuesto hijo del rey Salomón con la reina de Saba, y de los que se convirtieron después al judaísmo.
- Algunos dicen que son hijos de nativos africanos y miembros de la tribu de Dan que se afincaron en Kush (Etiopía).
- Algunos dicen que son hijos de judíos con negros, provenientes de diferentes épocas y circunstancias, como comerciantes, exiliados, viajeros, etc.
- Podrían ser conversos, es decir, negros que, viendo a sus vecinos judíos, se convencieron de que esa era la forma de vida que necesitan.

### Magrebim o marroquíes
Son judíos que vivían tradicionalmente en el Magreb árabe y bereber (Al-Maghrib quiere decir occidente en lengua árabe). A veces considerados sefaradim, se establecieron allí mucho antes de la expulsión de los judíos sefarditas de España, sobre todo en Marruecos. Los judíos sefarditas llegaron después de que los expulsaran de España, tenían mayores recursos y eran más sofisticados que sus hermanos magrebim, así que los magrebim se asimilaron a la comunidad sefardita. Hoy por hoy, los judíos marroquíes se consideran sefarditas.

### Gruzim o georgianos

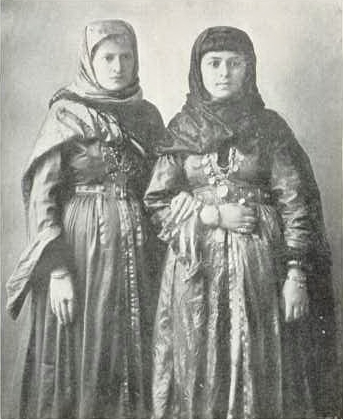
Jóvenes judías del Cáucaso.

Pertenecen a Georgia, en el Cáucaso; gruzim viene del término ruso: Грузинские евреи (Gruzinskie Yevreyi, judíos georgianos). El nombre georgiano de la comunidad es Huria (ჰურია) o Ebraeli. Algunos los consideran ashkenazim. No se sabe cómo ni cuándo llegaron a Georgia, pero lo que sí es indiscutible es que son una de las comunidades más antiguas de la diáspora judía, alrededor del siglo I de la era común.

### Judíos en la India
Hay varios grupos tradicionales en la India:
- Bagdadís: judíos originarios de Bagdad, Irak.
- Bene Ephraim: judíos que hablan el idioma télugu.
- Bene-Israel: judíos que se hacen llamar "Los hijos de Israel".
- Bnei Menashe: a estos judíos se les llama "Los hijos de Manasés". Los Bnei Menashe se convirtieron en masa al descubrir su pasado judío. Creen que son miembros de las Diez tribus perdidas de Israel. Muchos eran cristianos y abandonaron el cristianismo. Su líder tuvo un sueño en el que Dios le dijo que debían retornar al judaísmo y a la Tierra de Israel. Su mayor anhelo es poder regresar a la Tierra prometida.
- Judíos de Cochín: judíos que residen en la ciudad de Cochín, en el estado de Kerala.

### Romaniotes
Son los judíos griegos, con una tradición en territorio heleno de más de dos mil años. No hay que confundirlos con los sefardim que emigraron a Grecia desde España después de la expulsión de 1492. Siguen la tradición del Talmud de Jerusalén, en lugar del Talmud de Babilonia, y su lengua es el yevánico.

### Italkim
Los Bené Roma o Italkim (italiano en hebreo) de Italia. Actualmente son más de 50 000 y tienen una presencia de dos mil años. Sus costumbres religiosas son una mezcla de las ashkenazis y de las sefardíes. Físicamente son más parecidos a los ashkenazis.

### Parsim o persas
Son los judíos cuya lengua materna es el persa y llegaron a Persia hace 27 siglos aproximadamente. Esto ocurrió desde la primera diáspora judía. Las mayores concentraciones de parsim ('persas' en hebreo) están en Irán, Estados Unidos e Israel.

### Judíos bujarianos
Los judíos bujarianos (en hebreo: יהודיאני בוכאראי), también llamados Bnai Israel, son aquellos judíos de Asia Central que hablan el bújaro, un dialecto del tayiko. Su nombre proviene del antiguo Emirato de Bujará, un estado centroasiático que llegó a tener una considerable comunidad judía. Desde la disolución de la Unión Soviética, la gran mayoría ha emigrado a Eretz Israel o a los Estados Unidos (especialmente al Estado de Nueva York), mientras que otros lo han hecho a Europa o Australia.

### Abayudaya
Los Abayudaya son una comunidad en Uganda que se adhiere al judaísmo desde los años 20 del siglo XX. Desde 2002 se han convertido oficialmente.

### Judíos de Asia
Está bastante extendida la opinión de que entre los de la tribu de Wa y de Silla existieron judíos de Asia que llegaron a Japón desde el siglo III hasta el VII de nuestra era y que se conocían como la tribu de Hata. Algunos consideran que pertenecen a una parte de las diez tribus perdidas de Israel, concretamente a la tribu de Dan y de la gente de mar de la tribu de Zabulón. En 1910, había 2000 judíos en China y Japón.

### Chuetas
Los chuetas, del catalán xueta/es (ʃwətə(s)), conforman un grupo social de la isla de Mallorca, descendientes de una parte de los judíos mallorquines conversos al cristianismo y de los cuales, a lo largo de la historia, se ha conservado conciencia colectiva de su origen, por ser portadores de alguno de los apellidos, de linaje converso, afectado por las condenas inquisitoriales por criptojudaísmo en el último cuarto del siglo XVII, o por estar estrechamente emparentados con ellos. Históricamente han sido estigmatizados y segregados, por lo cual, y hasta la primera mitad del siglo XX, han practicado una estricta endogamia. Hoy en día, entre 18 000 y 20 000 personas en la isla son portadoras de alguno de estos apellidos: Aguiló, Bonnín, Cortès, Fuster, Martí, Miró, Morata, Picó, Pinya/Piña, Pomar, Segura, Tarongí, Valentí, Valleriola, Valls, Vilaire. En 2011, Nissim Karelitz, jefe de la Gran Corte Rabínica de la ciudad israelí de Bnei Brak, emitió el siguiente dictamen: “Los chuetas mallorquines son judíos, nuestros hermanos los hijos de Israel, la nación de Dios”, abriendo siglos después las puertas al judaísmo a los descendientes de los judíos mallorquines.